# منع الكحول

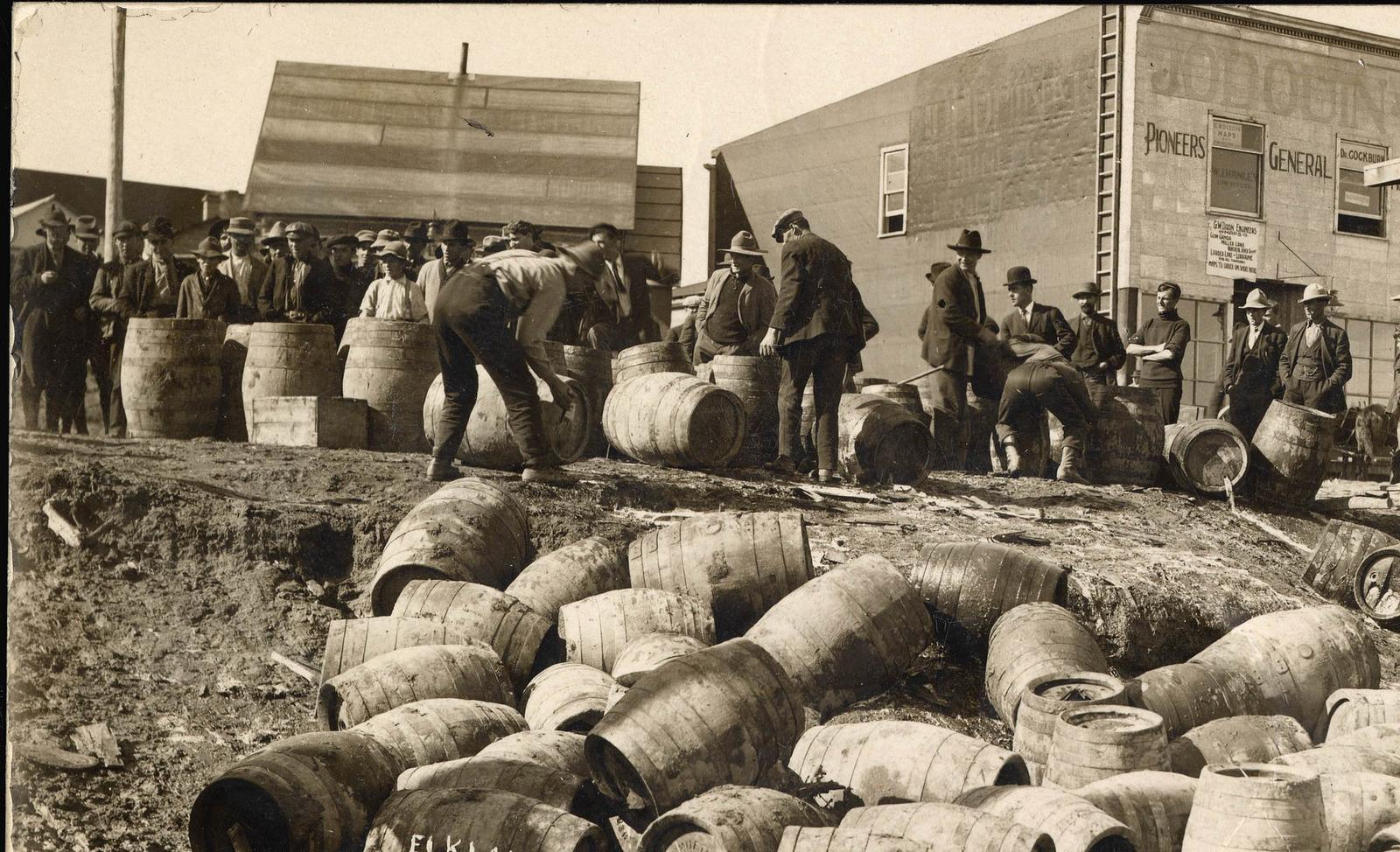
مداهمة الشرطة ومصادرة الكحول بصورة غير قانونية، في كندا في عام 1925.

منع الكحول (Prohibition of alcoholic beverages) هي أي  فترة من تاريخ دولة ما والتي كان فيها تصنيع أو نقل أو تصدير أو استيراد أي من المشروبات الكحولية ممنوعاً (غير قانوني).

## منع الكحول فيالولايات المتحدة الأمريكية
تم منع الكحول في أمريكا بناء على التعديل الثامن عشر للدستور الأمريكي والذي اعتمد في 16 يناير 1919 م.
بدأ تنفيذ المنع في 16 يناير 1920 م وانتهى في 1933 م بناء على التعديل الحادي والعشرين للدستور الأمريكي.

## قوانين الكحول
تشريعات يقصد بها الحد من صناعة المشروبات الكحولية وبيعها وتنظيمها. وكان الحافز الرئيسي على إقرار هذه القوانين هو الحيلولة دون الإفراط في تعاطي المسكرات، كما تمثل هذا الحافز في بعض الأحيان في الرغبة في زيادة حصيلة الضرائب على الخمور، واشتراطات الحصول على الرخص. فعن طريق نظام الرخص تستطيع الدولة أن تمارس سلطة تنظيمية واسعة النطاق، بأن تلغي التراخيص الممنوحة في حالة الخروج على الاشتراطات المفروضة، وبأن تفرض قيوداً على منح التراخيص رغم أن هذا النظام قد يكون أحياناً عرضه للتأثر بالفساد السياسي. وقد طبق نظام منح التراخيص على أوسع مدى وبأكبر قدر من النجاح في بريطانيا منذ 1904، ويطبق نظام الرخص بالولايات المتحدة أيضاً حيث توجد اشتراطات تنظيمية عامة، وتحتفظ ولايات عديدة باحتكار تسويق الخمور بالتجزئة. ويسود نظام مماثل لهذا في معظم أنحاء كندا، وأصدرت السويد 1855 قانوناً للتراخيص استغلته مدينة جوتبرج 1865 لتفرض خطة عرفت باسم «نظام تراخيص جوتبرج» قضت على الأرباح الخاصة من بيع المشروبات الكحولية، ثم أقامت الحكومة احتكاراً شبه حكومي، تستولى بمقتضاه على جميع الأرباح التي تزيد على نسبة معينة. وتوجد بالنرويج وفنلندا أنظمة مماثلة لهذا النظام. وفي روسيا فرض احتكار حكومي على صنع الفودكا لأسباب تتعلق بصالح خزانة الدولة، ثم حظر المشروبات الكحولية في أثناء الحرب العالمية الثانية، وعند انتهائها عادت روسيا إلى تطبيق احتكار الدولة. وفي فرنسا وغيرها من بلاد أوروبا اللاتينية – حيث يمثل إنتاج النبيذ إحدى الصناعات الهامة - تفرض الحكومة القليل من القيود. وفي فرنسا حظرت صناعة مشروب «الابسنت» وبيعه. وقد وضعت قوانين لتنظيم وبيع الخمر في جميع البلاد الإسلامية والعربية.